# Montgivray
Montgivray är en kommun i departementet Indre i regionen Centre-Val de Loire i de centrala delarna av Frankrike. Kommunen ligger i kantonen La Châtre som tillhör arrondissementet La Châtre. År 2022 hade Montgivray 1 557 invånare.

## Befolkningsutveckling
Antalet invånare i kommunen Montgivray
Referens:INSEE